# Jaime Duarte

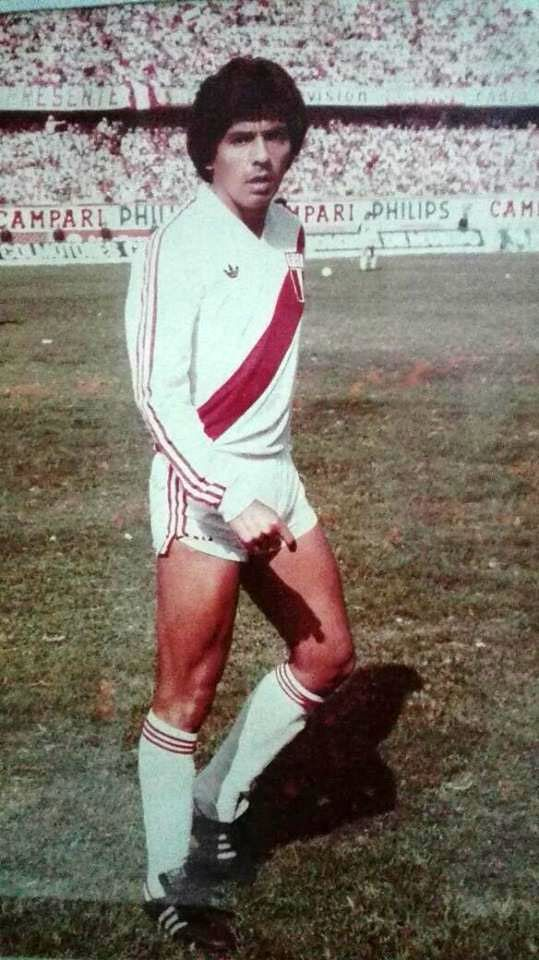

Jaime Duarte (Lima, 27 de fevereiro de 1955) é um ex-futebolista peruano. Ele competiu na Copa do Mundo FIFA de 1982, sediada na Espanha, na qual a seleção de seu país terminou na 20º colocação dentre os 24 participantes.